# Wydawnictwo Lucrum
Wydawnictwo Lucrum – polska firma działająca w branży wydawniczej. Producent kalendarzy barwnych oraz książkowych, notesów, bloków rysunkowych, gier planszowych, a także wykonawca usług poligraficznych w zakresie publikacji książkowych, albumowych i folderowych oraz przygotowywania oryginalnych upominków reklamowych.

## Historia firmy
Firma powstała w 1993 r. jako Firma Handlowa Lucrum Spółka cywilna, zaczynając od trzech wzorów kalendarzy. W maju 1997 r. Firma Handlowa Lucrum została przekształcona w Firmę Wydawniczą Lucrum s.c. W 1997 r. dotychczasową spółkę cywilną zastąpiła spółka z ograniczoną odpowiedzialnością. Do 2000 r. firma rozrosła się na tyle, że zaistniała konieczność przeniesienia się do większego obiektu. Na ten cel został wybrany zabytkowy budynek dawnej fabryki włókienniczej. W październiku 2001 r. Firma Wydawnicza Lucrum uległa kolejnemu przekształceniu w Wydawnictwo Lucrum Sp. z o.o. Na przełomie lat 2005 / 2006 Spółka weszła w skład holdingu INFOR PL S.A. W styczniu 2013 r. przedsiębiorstwo odłączyło się od Inforu i prosperuje samodzielnie jako Wydawnictwo Lucrum Sp. z o.o. z jednoosobowym właścicielem. 
W roku 2009 firma otrzymała nagrodę Gazela Biznesu.
Logotyp z nazwą Lucrum jest znakiem towarowym zarejestrowanym w Urzędzie Patentowym.

## Publikacje
Obecnie Wydawnictwo Lucrum obejmuje
cztery segmenty produkcyjne:
Lucrum – kalendarze barwne plakatowe, wieloplanszowe, trójdzielne, jednodzielne, notatnikowe, artystyczne, rodzinne itp. Kalendarze biurowe oraz książkowe.
LucrumPaper – artykuły papiernicze, notesy książkowe i bloczkowe, bloki rysunkowe itp.
LucrumGames – gry planszowe familijne, towarzyskie, strategiczne, logiczne itp. Zabawki edukacyjne.
LucrumCzwórka – upominki pamiątkowe oraz prezenty firmowe oparte na tradycyjnym polskim wzornictwie folkowym.
Obecnie wydawnictwo publikuje około 150 wzorów kalendarzy, zaliczając się do liderów w tym sektorze branżowym.
Zdjęcia do kalendarzy, a także grafiki w projektach Lucrum pochodzą od
znanych fotografików oraz plastyków w kraju (np.: Michał Cała) i za granicą, jak również z największych międzynarodowych agencji fotograficznych.
Wydawnictwo regularnie odwiedza międzynarodowe targi poligraficzne, śledząc nowe,
światowe trendy wzornicze i wprowadzając je na rynek polski.